# Barbie (películas)
Desde su debut en Barbie y las estrellas del rock: Fuera de este mundo, Barbie ha sido una actriz virtual protagonizando gran número de películas y cortos. Después de una ausencia de 14 años, Mattel comisionó a Barbie para hacer el papel de heroína de varias películas con temas de princesas o hadas, acompañadas de una franquicia de muñecas y accesorios relacionados.

## Artistas que han dado su voz a Barbie
Desde el estreno de Barbie en el Cascanueces en 2001, Kelly Sheridan ha dado su voz en inglés en la mayoría de las películas. Melissa Lyons ha interpretado las canciones desde el Cascanueces hasta Pulgarcita. La cantante americana Jodi Benson hace del mismo personaje en las películas Toy Story 2 y Toy Story 3. Mientras que en Latinoamérica Barbie fue doblada por la actriz Danna García. En Barbie y las Rockeras: Fuera de este mundo y Barbie y las Sensaciones: Devuelta en La Tierra, Barbie tiene la voz de Sharon Lewis en la versión de habla inglesa. Skye Sweetnam prestó su voz en las canciones de El Diario de Barbie.
En pulgarcita la voz de barbie fue interpretada por Kelly Sheridan y Pulgarcita por Anna Cummer.En las tres mosqueteras hasta su más reciente película las tres mosqueteras su voz fue interpretada por Diana Kaarina y cantando Jennifer Waris.
Kelly Sheridan volvió a participar en la nueva película de Barbie en la princesa y la estrella pop interpretando la voz de la princesa Victoria en 2015 hasta las más recientes películas de Barbie (Y La Puerta Secreta 2014 doblando a la princesa Alexa y Campamento Pop 2015 doblando a la princesa Courtney)Actualmente Paola Mingüer dobla a la muñeca más famosa del mundo.

## Barbie y las estrellas del rock: Fuera de este mundo
Barbie y las estrellas del rock: Fuera de este mundo es un especial de TV de 1986 creado por DIC Entertainment Productions junto con Saban Productos presentando a los populares personajes de Barbie de Mattel. La historia está basada en la línea de muñecas Barbie y las Rockeras , que incluía a Barbie como el líder de una banda. El especial se emitió originalmente como "una mini-serie de dos partes" con una duración aproximada cada tramo de 25 minutos, la segunda parte se tituló "Barbie de regreso a la Tierra". La segunda parte del especial fue más tarde lanzada en DVD como una sola "película" la película no ha vuelto a salir en otros idiomas solo se puede encontrar en inglés.

### Producción
Lanzada en 1986, "Barbie y las estrellas del rock" empleó animación estándar 2-D. La película fue dirigida por Bernard y Bill Dubay y escrita por Dubay, Martha Moran y la creadora de Barbie, Ruth Handler. La película fue producida por Eric S. Rollman.
12

### Trama
La banda de rock de Barbie acaba de terminar una exitosa gira mundial y decide realizar un último concierto en el espacio, mientras que orbitan alrededor de la tierra, para promover la paz mundial. Luego, en la parte 2 ("Barbie de regreso a la Tierra"), cuando Barbie y su banda - cuyo nombre ha sido cambiado inexplicablemente a las sensaciones - vuelven a la Tierra, descubren que inadvertidamente viajaron de regreso a 1959 (que pasa a ser el año de la primera muñeca Barbie).

### Canciones
Aquí las canciones por orden de aparición en la película "Barbie y las Rockeras: Fuera de este mundo"
- Barbie and the Rockers theme [Barbie Y Las Estrellas Del Rock]
- Catch us if you can (Dave Clark Five cover) [Atrápanos si puedes]
- Best Friends (Danniibell) [Mejores Amigos]
- I'm happy just to dance with you (The Beatles cover) [Bailar Contigo Me Hace Feliz]
- Do you believe in magic? (The Lovin' Spoonful cover) [¿Crees en la magia?]
- Reachin for the stars [Alcanzando las estrellas]
- Everybody Rocks [Todo está bien]

## Barbie de regreso a la Tierra
Lanzado en 1987, Barbie y todos los integrantes de la banda hacen un viaje de vuelta a los años 50.

### Trama
Después del primer gran concierto por la paz en el espacio, Barbie y su banda "Las sensaciones" van a volver a casa. Durante el viaje de regreso a la tierra, en el transbordador espacial, comienzan a tocar una canción ("Rockeando Devuelta"), pocos segundos después, un túnel del tiempo se está formando frente a la nave. Luego ven que hay una gran cantidad de relojes que van hacia atrás en el interior del túnel, al final de eso, el transbordador aterriza en un extraño aeropuerto. Después del aterrizaje conocen al Dr. Merrishaw (probablemente un ingeniero astrónomo) y a su hija Kim, y se enteran de que están en el año 1959, y después los trae por la ciudad para tener un cambio de look. Al final, después de una actuación en Cabo Cañaveral, el Dr. Merrishaw ayuda a Barbie y las sensaciones a regresar a su época. De vuelta en el presente, tienen un gran concierto, donde Barbie se reúne con una Kim adulta y se encuentra con su hija Megan.

### Canciones
- Rockin Back
- Dressin Up
- Do you wanna dance? (Bobby Freeman)
- Here comes my baby (Cat Stevens)
- Blue Jean Boy
- Everybody Rocks
- Ending Titles

### Ventas del DVD
La miniserie no ha sido vista desde su emisión original, y la edición en VHS ha estado fuera de impresión desde la década de 80's. La película no ha sido lanzada en DVD, con excepción de Italia. Además, de las canciones interpretadas por el grupo, cuatro de las canciones son covers: ¿Crees en la magia? - originalmente grabada por The Lovin 'Spoonful; Estoy feliz simplemente por bailar contigo - originalmente grabada por The Beatles; Here Comes My Baby - originalmente grabada por Cat Stevens; y Do You Wanna Dance - originalmente grabada por Bobby Freeman. Para cualquier lanzamiento en DVD, estas canciones tendrían que ser objeto de licencia.

## ¡Baila! Ejercítate con Barbie
¡Baila! Ejercitate con Barbie fue un vídeo de entrenamiento para niños en 1992 "protagonizada" por una Barbie de animación "Stop Motion" y niños en vivo, incluyendo a Jennifer Love Hewitt.

## Barbie en el Cascanueces
Barbie in The Nutcracker o Barbie en el Cascanueces en España, estrenada en el 2001 y dirigida por Owen Hurley. Fue la primera película de Barbie desde 1987: Barbie and the Rockers: Out of this World. Barbie en el Cascanueces es la primera de la serie de películas de animación por computadora de Barbie. La historia está adaptada del cuento de E.T.A. Hoffmann "El cascanueces y el rey de los ratones" y utiliza la música del ballet de Chaikovski: El cascanueces. Esta fue la película más taquillera de la serie Barbie.

## Barbie Rapunzel
Barbie Rapunzel es la segundo película en 3-D producida por la compañía canadiense Mainframe Entertainment para Mattel, la cual está protagonizada por Barbie. Estrenada en el 2002 y dirigida por Owen Hurley. Adaptada del cuento de la princesa Rapunzel de los Hermanos Grimm del mismo nombre.

## Barbie en el Lago de los Cisnes
Barbie of Swan Lake o Barbie en el Lago de los Cisnes en Latinoamérica y España. Estrenada en el 2003 y dirigida por Owen Hurley. Es la tercera dentro de la serie de películas animadas por computadora de Barbie. La historia está adaptada del ballet de "El Lago de los Cisnes" y características de la música de Piotr Ilich Chaikovski. Esta es la tercera película de Barbie narrada por ella a su pequeña hermana Kelly y es también la segunda que se basa en un ballet de Chaikovski, siendo la primera Barbie en el cascanueces.

## Barbie como La princesa y la costurera
Barbie la princesa y la plebeya en Latinoamérica, y en España Barbie como La princesa y la costurera. Estrenada en el 2004. Es la cuarta dentro de la serie de películas animadas por computadora de Barbie y el primer musical. Está basada en el cuento de "Mark Twain" El príncipe y el mendigo. La película nos presenta a Erika y Annelise, 2 chicas de distintas sociedades como dice selena pero indeticas físicamente que deciden intercambiar vidas mientras lidiar con sus problemas de amor y presión social.

## La serie de Fairytopia
Fairytopia es la primera película de Barbie en tener secuelas. La Película cuenta la historia de Elina, un hada valiente que deberá salvar a Fairytopia de la malvada hada Laverna, quien ha secuestrado a 7 guardianes para tener sus poderes y convertirse en la reina de Fairytopia. La segunda película se centra en Elina quién tendrá que unir sus fuerzas con Nori, sirena para rescatar al príncipe alud de la garras de la malvada Laverna. La tercera película de la serie de Fairytopia, Elina es elegida para ser la aprendiz de magia de Azula, pero la malvada Laverna planea arruina el evento al honor al arcoíris, así que Elina tendrá que unir fuerzas con otras hadas para detener a Laverna. 
Las películas son:
- Barbie Fairytopia (2005)
- Barbie Fairytopia: Mermaidia (2006)
- Barbie Fairytopia La Magia del Arco Iris (2007)

## Barbie y la magia de pegaso
Barbie and the magic of pegasus o Barbie y la magia de pegaso en España (título alternativo: Barbie y la Magia de Pegaso 3D) Estrenada en 2005 y dirigida por Greg Richardson. Es la sexta dentro de la serie de Animación por computadora de Barbie y la segunda en tener una historia original que no se basa en un material previo, siendo la primera Barbie Fairytopia. Esta película se basa en la historia de la princesa Annika, una joven con padres sobre protectores que ama patinar. Un día un malvado mago hechiza a su pueblo transformándolo en piedra, pero Annika es salvada por su hermana Brietta, convertida en pegaso. Tras esto, Annika deberá demostrar su valor y romper el hechizo.

## Los diarios de Barbie
Barbie diaries o Los Diarios de Barbie en España, Estrenada en 2006 y dirigida por Eric Fogel, es diferente a las otras películas que la muñeca más famosa ha protagonizado, ya que esta se aleja del estilo clásico de magia y princesas de las películas anteriores. Aquí Barbie es una adolescente insegura que tiene que lidiar con Raquelle, Una odiosa chica popular que en el pasado era su mejor amiga.

## Barbie en las 12 princesas bailarinas
Barbie and the Twelve Dancing Princesses o Barbie en las 12 princesas bailarinas en España, En esta película conocemos a la Princesa Genevieve y sus 11 hermanas que descubren un mundo mágico. Un día la malvada duquesa se entera de esto y las encierra en el pero por accidente también es encerrada, Ahora Genevieve, la duquesa y sus hermanas tendrán la buscar una manera de salir. Estrenada el año 2006 y dirigida por Greg Richardson.

## Barbie en la Princesa de la Isla
Barbie as the Island Princess (Barbie en la Princesa de la Isla en Latinoamérica), es la séptima película Barbie como princesa. Estrenada en el 2007 y dirigida por Greg Richardson. Es el segundo musical dentro de la serie. Esta película conocemos a la princesa Rosella, que tras sobrevivir a un naufragio es aceptada y criada por todos los animales de la isla donde vive ahora, 10 años después, el príncipe Antonio descubre la isla e invita a Rosella a que lo acompañe a su reino.

## Barbie Mariposa y sus Amigas las Hadas
Barbie Mariposa and Her Butterfly Fairy Friends o Barbie Mariposa y sus amigas las hadas en España. Estrenada en abril del 2008 y dirigida por Conrad Helten.es una película de Barbie directa a video que fue lanzado el 26 de febrero de 2008. Esta película es parte de la serie de películas de Barbie: Fairytopia, pero no es una secuela directa a las películas anteriores. Sinopsis: Elina, la heroína de las películas Fairytopía le cuenta a su amigo Bibble la historia de El País de la Luz, un reino lejano poblado por hadas con alas de mariposa. Henna, la malvada hada mariposa ha envenenado a la reina de El País de la Luz en un intento de apoderarse del reino. Debido a esto, las luces de la protección de Flutterfield están en peligro de salir. Estas luces protegen El País de la Luz de los "Skeezites", monstruos que comen las hadas mariposa, y están conectados con la vida de la reina de El País de la Luz. Depende de Mariposa, Zinzie, Rayna y Rayla para encontrar un antídoto para salvar a la reina.

## Barbie y el Castillo de Diamantes
Barbie and the Diamond Castle o Barbie y el castillo de Diamantes en España. Estrenada el 9 de septiembre de 2008 y dirigida por Gino Nichelle. Es el tercer musical de la serie. Y es la primera película en la que Barbie le cuenta la historia a su hermana Stacie (siendo siempre a Kelly).La película cuenta la historia de Liana y Alexa, 2 amigas princesas que aman la música, Un día, una anciana les da un espejo que tiene atrapada a Melody, una aprendiz de musa que huye de la malvada Lydia, las 3 juntas se embarcan en un viaje para encontrar el castillo de diamantes, liberar a Melody, detener a Lydia y devolver la paz a todas las musas.

## Barbie en un cuento de Navidad
Barbie in a Christmas Carol o Barbie en un Cuento de Navidad en España. Estrenada en 2008. Fue un lanzamiento limitado en Kidtoon Films el 1 de noviembre de 2008. Está basada en Cuento de Navidad de Charles Dickens y fue lanzada al mercado con el lema de "Barbie en su primera película Navideña" lo que deja claro que Barbie en el cascanueces no fue dada por película Navideña. Cuenta la historia de la egocéntrica cantante Eden, quien odia la Navidad gracias a su tía Marie. Una noche, la joven recibe la visita de su tía y tres espíritus navideños, quienes le darán una importante lección.

## Barbie Pulgarcita
Barbie Thumbelina o Barbie Pulgarcita en España estrenada en el 2009 y dirigida por Conrad Helten. Es la decimoquinta en la serie de películas de Barbie. El título de la película es como "Pulgarcita" de Hans Christian Andersen, pero con un argumento diferente, cuenta la aventura de Pulgarcita quien junto a su amiga humana Mackenna debe su mundo mágico de los humanos que quieres construir una fábrica justo en el campo de las hadas.

## Barbie y las tres Mosqueteras
Barbie and the three Musketeers o Barbie y las tres Mosqueteras en España. Fue lanzado en DVD el 15 de septiembre de 2009. Basada en la novela de Alexandre Dumas "Los tres mosqueteros". La historia narra de Corrine, quien tiene el sueño de ser mosquetera como su padre. Al cumplir los dieciocho, Corrinne se marcha a París, donde conoce a tres jóvenes, Viveca, Aramina y René, quienes comparten su sueño, Así las 4 deberán unir fuerzas para salvar al Príncipe de un complot llevado en su contra.

## Canta con Barbie
Canta con Barbie es un DVD de Barbie Entertainment lanzado en 2009. Contiene 12 vídeos musicales de las películas de Barbie como: Barbie en la Princesa y la costurera, Barbie y las 12 princesas bailarinas, Barbie en la princesa de los animales, Barbie en el castillo de Diamantes, Barbie en un Cuento de Navidad, Barbie y las tres Mosqueteras y otras.

## Barbie en una aventura de sirenas
Barbie in a Mermaid Tale o Barbie en una aventura de sirenas en España. Fue lanzada el 8 de marzo de 2010 y dirigida por Adam L. Wood. La película nos presenta a Merliah, una exitosa surfista de Malibú que un día descubre que es mitad sirena. La joven y su delfín deben rescatar a su madre y salvar el mundo marino.

## Barbie: Moda mágica en París
Barbie: Moda mágica en París ha sido lanzada el 14 de septiembre de 2010. La película cuenta cómo Barbie debe 

## Barbie: El secreto de las hadas
Barbie: El secreto de las hadas (2011) Después de que Ken fue secuestrado por un grupo de hadas malvadas, las amigas de Barbie le advierten sobre su existencia y esta se embarca en una gran aventura junto a Raquelle, su enemiga, y un grupo de hadas buenas. Las circunstancias harán que las dos comprendan que deben unir sus fuerzas para salvar a Ken, dejando de lado cualquier problema entre ellas y descubriendo el poder la amistad.

## Barbie Escuela de princesas
Barbie: Escuela de princesas (2011) La película se desarrolla en un tiempo en un entorno de cuento de hadas contemporáneo, Donde Blair, Gracias a la ayuda de Emily, su hermana menor adoptiva, ella recibe una invitación para asistir a la prestigiosa escuela de princesas para la formación formal como princesa o doncella real. Ahí se vuelve amiga de Aila, una apasionada a la música y de Hadley una apasionada del fútbol, cuando descrube que Blair es en realidad la princesa Sofía, tendrá que lidiar con Delancy, quien está dispuesta a todo por tomar el trono.

## Barbie en una Navidad perfecta
Barbie y sus hermanas Skipper, Stacie y Chelsea van camino a sus vacaciones de Navidad y fin de año donde su Tía Milliecent , cuando de pronto, éstas se convierten en la más inesperada cadena de aventuras. Después de que una tormenta de nieve desviara su avión, las chicas se verán lejos de su destino, Nueva York, así como el de sus sueños de Navidad. En un remoto hotel de Rodchester, Minnesota las chicas son recibidas por nuevos amigos y experiencias mágicas. Como agradecimiento, organizan un concierto para toda la ciudad.

## Barbie 2: en una aventura de sirenas
Merliah va a Australia a una competencia de surf muy importante. Sin embargo cuando su rival Kylie y su malvada tía Eris intentan tomar posesión de su trono, Merliah regresara bajo el agua para evitarlo.

## Barbie: princesa y la cantante
En esta película musical, Barbie encarna a la enérgica princesa Tori que sueña con dejar su estricta vida real para convertirse en una cantante tan famosa como Keira. Al mismo tiempo, Keira, aunque vive el sueño de su vida, está cansada de actuar y de no poder componer sus canciones libremente, además que desea convertirse en una princesa. Tras conocerse en un evento del Palacio, ambas se hacen mejores amigas y cuando descubren que son muy parecidas, deciden intercambiar lugares. Sin embargo, no todo es tan fácil como parece. Las dos chicas pronto tienen dificultades al tratar de cumplir sus respectivos papeles y tras una serie de eventos desastrosos, ambas aprenden que es mejor ser uno mismo y que deben apreciar lo que tienen.

## Barbie y las zapatillas mágicas
En esta moderna historia sobre una bailarina de ballet , Barbie es Kristyn, una chica que sueña con actuar en alguna compañía importante de ballet. Un día antes de una actuación, a Kristyn se le rompen las zapatillas, y tiene que comprarse una nuevas. Para su sorpresa, sus nuevas zapatillas son mágicas, y le permiten hacer todo tipo de piruetas, hasta conseguir que sus sueños se hagan realidad y ser la protagonista de sus ballets favoritos: El lago de los cisnes y Giselle.

## Barbie Mariposa y la princesa de las hadas
Barbie interpreta de nuevo a Mariposa la heroína de Flutterfield; cuando le dan una misión muy importante, ir con las hadas de cristal en Shimmer Belle para que hadas mariposa y de cristal recuperen la confianza otra vez. Mariposa conoce a la Princesa Catania y a su padre el Rey de Shimmervale, Catania y Mariposa se hacen amigas rápidamente. Sin embargo, un malentendido provoca que Mariposa sea expulsada de la tierra de la hadas. En su camino descubre un plan secreto para destruir Shimmervale, ella regresa y ayuda a la princesa Catania a salvar a su reino.

## Barbie y sus hermanas en una aventura de caballos
Barbie y sus hermanas van al campamento de equitación de su tía en el verano y compiten en un torneo de carreras de caballos. Barbie conoce a Majestic un corcel leal y majestuoso, que se supone que era un cuento de hadas. Barbie y sus hermanas compiten en el torneo para ganar la permanencia del campamento y el hogar de Majestic y su tía.

## Barbie: la princesa de las perlas
Barbie interpreta a Lumina, una sirena que sueña con convertirse en princesa, ella tiene un poder mágico que hace brillar y bailar a las perlas. Cuando ella y su mejor amiga Kuda, un caballito de mar rosa, deben emprender un viaje al castillo y ayudar a preparar a sus amigos para el Baile Real, ella descubre aquello que le mostrará quién es realmente.

## Barbie y la puerta secreta
Barbie interpreta a la tímida princesa Alexa, que encuentra una puerta oculta en el patio de su castillo que la lleva a un mundo mágico donde descubre que posee poderes. Junto a una sirena y un hada, deberán salvar ese mundo de la Malvada Malucia que quiere quitar la magia del reino. Malucia es una niña de cabello violeta quien quiere toda la magia del reino, finalmente la consigue, pero tiene tanta magia que el cetro que porta se quiebra y sin querer le devuelve toda la magia al reino. Esta película fue lanzada al mercado el otoño de 2014 para Latinoamérica y España.

## Barbie Súperprincesa
Barbie interpreta a Kara, una princesa muy actual con una vida muy normal. Un día, tras ser besada por una mariposa mágica, Kara descubre que tiene unos increíbles superpoderes que le permiten transformarse en Súper Diamante, su alter ego secreto que combate el crimen y vuela por todo el reino salvando a la gente.

## Barbie en el campamento de Princesas
En Barbie Campamento de princesas, nuestra protagonista interpreta a la princesa Courtney, una princesa de nuestra época que está a punto de vivir una inolvidable experiencia; en una confusión es enviada a un campamento al que no debe acudir y Erika, una famosa estrella de rock le ocurre lo mismo y termina en un campamento de la realeza. Cuando las chicas se dan cuenta del error al estar en dos mundos muy diferentes, ambas deben de adaptarse y hacer nuevos amigos a pesar de las diferencia. Una vez que ellas aprenden la lección, deben salvar ambos campamentos pues están a punto de ser clausurados. La unión de ambas chicas, hará la fuerza para lograr sus sueños.

## Barbie y sus hermanas en una aventura de perritos
Barbie, sus hermanas y sus tiernos cachorritos se embarcan en una larga búsqueda para hallar un tesoro en sus vacaciones de verano.

## Barbie Equipo de Espías
Barbie y sus dos mejores amigas Renee y Teresa se transforman durante la noche de gimnastas a agentes secretos cuando sus habilidades llaman la atención de una agencia secreta de espionaje. Allí, son enviadas en una misión para detener a un ladrón de joyas que puede provocar la reactivación de un arma peligrosa. Barbie, Renee y Teresa tienen que poner a prueba sus habilidades a medida que trabajan juntas para encontrar y atrapar al ladrón. Película estrenada el 15 de enero de 2016.

## Barbie Aventura en el Espacio
Barbie y su mascota Pupcorn vuelan alto en divertidas aventuras través de un hermoso y lejano planeta. Un día, todo cambia cuando las estrellas de la galaxia comienzan a oscurecerse y retrasar su danza en el cielo. Aunque nerviosa abandonar su hogar, Barbie viaja al Planeta Capital para unirse a un equipo especial de rescate en una misión para salvar a las estrellas. Una vez allí, se encuentra con la campeona galáctica de aeropatín Sal-Lee y un equipo de talentosos nuevos amigos: el príncipe Leo y las gemelas Gina y Karina. Película estrenada en julio de 2016.

## Barbie y sus hermanas: En busca de los perritos
Barbie y sus hermanas Skipper, Stacie y Chelsea van a Hawái para unas vacaciones relajantes con sus cachorros Taffy, DJ, Rookie y Honey. Todo cambia cuando lo que se supone es una vacación relajante se convierte en una misión de rescate para salvar a los cachorros, que han sido secuestrados. Película estrenada el 18 de octubre de 2016.

## Barbie en Superheroína del Videojuego
Barbie está jugando en su computadora con sus amigas (Renee y Teresa) un nuevo juego que ella inventó, llamado "Colinas de Pastelillos", cuando de pronto hay una falla en el sistema y decide terminar el juego para resolver el problemilla.
Entonces entra la hermana de Barbie, Chelsea y le pide prestada su tableta. Barbie le pide que le ayude a arreglar su juego, pero no resulta de mucha ayuda ya que Chelsea no quiere seguir las reglas del videojuego y Barbie no le puede explicar el porqué. Luego de eso Chelsea se va y Barbie se va a leer su Libro de Códigos para ver si encuentra una solución, entonces de pronto su tableta vibra y aparece en la pantalla Cutie, el tutorial de "Colinas de Pastelillos", quien le pide si puede aceptar "probar un nuevo videojuego". Barbie acepta y para su sorpresa, se mete dentro de la tableta y se transforma en un personaje de videojuego. Cutie le explica que existe un virus llamado "Virus Emoji", que solo se puede destruir si se superan todos los niveles y que él pensó en Barbie porque es la mejor jugadora de videojuegos que él conoce.
Barbie acepta la misión y luego de eso conoce a Bella, Chris, Princesa Crystalito, Maya y Gaya, y tienen que aprender a trabajar todos en equipo para derrotar al virus.

## Barbie y los Delfines Mágicos
Únete a Barbie y sus hermanas Skipper, Stacie y Chelsea en una nueva aventura a la isla tropical donde Ken realiza sus prácticas de biología marina. Mientras hacen esnórquel, descubren un joven delfín atrapado en una jaula, pero no es cualquier delfín, ¡es un delfín joya de color verde brillante! Poco después, las chicas descubren que el delfín es presa de Marlo, el biólogo con el que Ken trabaja. Marlo tiene la intención de ganar dinero exhibiendo al delfín por sus rasgos únicos. Barbie y sus amigas deberán trabajar juntas para liberar al delfín y que así pueda reunirse con su familia antes de que Marlo lo envíe lejos.

## Barbie Aventura de Princesas
Barbie descubre lo que significa ser una princesa moderna cuando intercambia lugares con Amelia, su doble de la realeza, quien pronto se convertirá en reina y desea escapar. ¡Barbie ayuda a la joven princesa a hallar su propia voz!

## Barbie & Chelsea y el cumpleaños perdido
"Disfruta de la emoción de alta mar mientras Barbie, Chelsea y el resto de la familia Roberts zarpan en un crucero de aventuras".
Barbie & Chelsea The Lost Birthday cuenta la historia de Chelsea, la precoz hermana menor de Barbie, y el resto de la familia Roberts mientras zarpan en un crucero de aventuras para su séptimo cumpleaños. Cuando cruzan la línea internacional de cambio de fecha, Chelsea descubre que su cumpleaños real se ha perdido y se embarca en un viaje fantástico a través de una isla selvática encantada para salvarlo.

## Citas de Barbie
En cada película de la segunda generación al final de los créditos aparece una frase dicha por Barbie o algún personaje a lo largo del filme.
1. Barbie en el Cascanueces: "Todo es posible."
2. Barbie princesa Rapunzel: "El amor e imaginación lo cambia todo."
3. Barbie en el Lago de los Cisnes: "Eres más valiente de lo que crees."
4. Barbie en la Princesa y la Costurera: "Vive tu sueño."
5. Barbie Fairytopia: "Lo que te hace diferente es lo que te hace especial."
6. Barbie y la Magia de Pegaso: "Siempre hay esperanza."
7. Barbie Fairytopia: Mermaidia: "Confía en tu verdadero yo."
8. Barbie en las 12 Princesas Bailarinas: "Seas grande o pequeño, hay una cosa que sólo tú puedes hacer."
9. Barbie Fairytopia: La Mágia del Arco Iris: "Juntos somos fuertes."
10. Barbie como la Princesa de los Animales: "Tal vez haya milagros esperando, tal vez más cerca de lo que crees, cuando tienes el amor que nos guie mientras andamos."
11. Los Diarios de Barbie: "Donde los sueños se cumplen si te lo propones."
12. Barbie Mariposa: "La cosa más hermosa que puedes ser es tu mismo."
13. Barbie el Castillo de Diamantes: "La amistad es el verdadero tesoro."
14. Barbie un Cuento de Navidad: "Lleva la belleza de la Navidad en tu corazón todos los días del año."
15. Barbie Pulgarcita: "Incluso la persona más pequeña puede hacer una gran hazaña."
16. Barbie y las Tres Mosqueteras: "El coraje es perseguir tu sueño, incluso cuando todos digan que es imposible."
17. Barbie una Aventura de Sirenas: "Lo que te hace diferente puede ser tu mayor fortaleza."
18. Barbie: Moda Mágica en París: "La magia aparece cuando crees en ti mismo."
19. Barbie: El Secreto de la Hadas: "El perdón te da alas."
20. Barbie: Escuela de Princesas: "Hay una princesa en cada niña."
21. Barbie: Una Navidad Perfecta: "Estar unidos es lo que hace la navidad perfecta."
22. Barbie en una Aventura de Sirenas 2: "Se siente bien ser parte de algo más grande que tu mismo."
23. Barbie en La Princesa y la cantante: "Hay una estrella dentro de ti, déjala salir, descubre quién eres y grita: '¡Aquí estoy!'"
24. Barbie en la Bailarina Mágica: "Escucha el ritmo de tu corazón y sigue bailando."
25. Barbie Mariposa y La Princesa de las Hadas: "La mejor manera de hacer un amigo es brindarle tu amistad."
26. Barbie y sus Hermanas en una Aventura de Caballos: "Si amas algo, déjalo libre."
27. Barbie la Princesa de las Perlas: "Deja las cosas mejor que como te las encontraste."
28. Barbie y La Puerta Secreta: "Nunca sabrás lo que puedes lograr, hasta que lo intentes."
29. Barbie Súperprincesa: "El poder de cambiar el mundo ha estado dentro de ti todo el tiempo."
30. Barbie El Campamento de Princesas: "Haz tu propia historia."
31. Barbie y sus Hermanas en Una Aventura de Perritos: "Si no se dan por vencidos, algún día alguien lo encontrará." (Refiriéndose al tesoro)
32. Barbie Equipo de Espías: "Con el trabajo en equipo, todo es posible."
33. Barbie en una Aventura en el Espacio: "Esta es nuestra historia, ¿cuál es la tuya?"
34. Barbie en la Busca de los Perritos: "Esta es nuestra historia, ¿cuál es la tuya?"
35. Barbie en Superheroína del Videojuego: "Esta es nuestra historia, cual es la tuya?"
36. Barbie y los Delfines Mágicos: "Las hermanas siempre están contigo."
37. Barbie Aventura de Princesa: "La vida no pasa en cámara, la vida es lo que pasa cuando las cámaras están apagadas."